# Daniel Koshland
Daniel E. Koshland, Jr. (né le 30 mars 1920 à New York et mort le 23 juillet 2007 à Walnut Creek) a réorganisé l'étude de la biologie à l'université de Californie de Berkeley et fut l'éditeur de la principale revue scientifique américaine, Science, durant la période 1985-1995. Il fut membre de l'Académie nationale des sciences des États-Unis.

## Biographie
La fortune privée de Koshland, provenant de Levi Strauss & Co., faisait de lui l'un des hommes les plus riches des États-Unis.  Il s'est consacré dans un premier temps aux cinétiques enzymatiques au Brookhaven National Laboratory à Long Island, et à la Rockefeller University de New York. Ceci l'a amené à proposer le modèle dit d'ajustement induit pour la catalyse enzymatique. Après cette percée scientifique, il s'est tourné vers l'étude du chimiotactisme dans la mobilité bactérienne.
En tant que président du département de biochimie à l'Université de Californie de Berkeley, il a réorganisé ce département en trois unités indépendantes et modernes, de biologie moléculaire et cellulaire, biologie intégrative, et biologie des pathogènes et plantes.
Dans un article de la revue Science , il propose de définir la vie à l'aide de sept "piliers": 
1. Le programme;
2. L'improvisation;
3. Le cloisonnement;
4. L'énergie;
5. La régénération;
6. L'adaptabilité;
7. L'isolement

## Prix et références
- 1998 : Prix spécial Albert-Lasker